# Ружанець (гміна Пененжно)
Ружанець (пол. Różaniec, нім. Rosenort) — село в Польщі, у гміні Пененжно Браневського повіту Вармінсько-Мазурського воєводства.
Населення — 144 особи (2011).
У 1975-1998 роках село належало до Ельблонзького воєводства.

## Демографія
Демографічна структура станом на 31 березня 2011 року:
|          | Загалом | Допрацездатний вік | Працездатний вік | Постпрацездатний вік |
| -------- | ------- | ------------------ | ---------------- | -------------------- |
| Чоловіки | 81      | 17                 | 54               | 10                   |
| Жінки    | 63      | 9                  | 39               | 15                   |
| Разом    | 144     | 26                 | 93               | 25                   |